# Per Schiller
 Per Adolf Schiller, född 3 september 1858 i Lindbergs socken i Halland, död 31 december 1892 i Ödsmåls socken i Bohuslän, var en svensk lantbrukare och hunduppfödare.
Per Schiller var son till prosten Svenning Andersson Schiller och hans hustru Josephina Claesson samt bror till Karl Schiller. Han var från 1861 bosatt i Ödsmål. Genom fadern, som var ivrig jägare, greps han tidigt av intresse för jakt och hundvård. Han ägnade sig vid sidan av lantbruket åt uppfödning av stövare, varvid han inriktade sig på att avla fram en god ras med i första hand svenskt påbrå. Efter att på den första svenska hundutställningen 1886 ha väckt uppmärksamhet med sina stövare Tamburini och Ralla födde han årligen upp ett stort antal stövare, av vilka många exporterades till Norge och Finland. Schillerstövaren som togs fram av Schiller kom att räknas som en av de mest homogena av de svenska stövarraserna. Hans avelsarbete fortsattes av brodern Karl.